# Jennie Tourel
Jennie Tourel, właśc. Jennie Dawidowicz (Davidovich) (ur. 9 czerwca?/22 czerwca 1900 w Witebsku, zm. 23 listopada 1973 w Nowym Jorku) – amerykańska śpiewaczka operowa pochodzenia rosyjskiego, mezzosopran.

## Życiorys
Sama twierdziła, że urodziła się w 1910 roku w Montrealu, jednak informacja taka nie znajduje potwierdzenia. Po wybuchu rewolucji październikowej uciekła wraz z rodzicami z Rosji, na pewien czas zatrzymując się w Gdańsku. Tam według niektórych źródeł miała zadebiutować na scenie w Jasiu i Małgosi Engelberta Humperdincka. Z Gdańska wyjechała do Paryża, gdzie uczyła się śpiewu u Reynaldo Hahna oraz u Anny El-Tour, przyjmując później za swój pseudonim sceniczny anagram jej nazwiska. W 1929 roku wystąpiła w paryskim Théâtre des Champs Élysées w drobnej roli Dziewczyny Połowieckiej w Kniaziu Igorze Aleksandra Borodina. Od 1931 roku występowała w zespole Opéra Russe w Paryżu. W 1933 roku wystąpiła na deskach Opéra-Comique w tytułowej roli w Carmen Georges’a Bizeta.
W 1937 roku wyjechała do Stanów Zjednoczonych, gdzie tytułową rolą w Mignon Ambroise’a Thomasa debiutowała na deskach Metropolitan Opera w Nowym Jorku. W Metropolitan Opera występowała później w latach 1943–1945 i 1946–1947. W 1943 roku śpiewała partię solową w amerykańskiej prapremierze kantaty Siergieja Prokofjewa Aleksander Newski pod batutą Leopolda Stokowskiego. W 1946 roku otrzymała amerykańskie obywatelstwo. Występowała na scenach amerykańskich i kanadyjskich. Zasłynęła przede wszystkim rolami we włoskim repertuarze operowym. W 1951 roku w Wenecji kreowała rolę Baby-Turka w prapremierowym przedstawieniu opery The Rake’s Progress Igora Strawinskiego. Była pierwszą wykonawczynią licznych pieśni Francisa Poulenka i Paula Hindemitha. Po raz ostatni wystąpiła w 1971 roku jako Hrabina w telewizyjnej realizacji Damy pikowej Piotra Czajkowskiego. Wykładała w Juilliard School of Music i Aspen School of Music. Jej uczennicą była Barbara Hendricks.